# أوسكار ولوسيندا (فلم)
أوسكار و لوسيندا و فيلم دراما ورومانسية بريطاني - استرالي - أمريكي أنتج عام 1997م، وأخرج من قبل جيليان آرمسترونغ و من بطولة كيت بلانشيت، رالف فاينس ,كيران هايندز و توم ويلكنسون.
قصة الفيلم مبنية على رواية أوسكار و لوسيندا المكتوبة عام 1988م من قبل بيتر كاري و الفائزة بجائزة بوكر الأدبية .     
 في آذار عام 1998,الفيلم رشح لجائزة الأوسكار لأفضل تصميم أزياء.

## روابط خارجية
- مقالات تستعمل روابط فنية بلا صلة مع ويكي بيانات